# Ageratina haageana
Ageratina haageana là một loài thực vật có hoa trong họ Cúc. Loài này được (Regel & Körn.) H.Rob. mô tả khoa học đầu tiên.